# 希蒂環礁
希蒂環礁（Hiti），又称希蒂劳梅阿环礁（Hiti-rau-mea），是南太平洋法屬波利尼西亞的環礁，屬於土阿莫土群島和拉耶夫斯基群島，位於馬凱莫環礁西南19公里，由马凯莫市镇管辖，長9公里、寬6公里，土地面積3平方公里，潟湖面積15平方公里，島上無人居住。

## 外部連結
- （页面存档备份，存于）
- Tuamotu reed-warbler （页面存档备份，存于）
- Polynesian Ground Dove
- Atoll names （页面存档备份，存于）
- Atoll list (in French)

16°40′S 144°07′W / 16.667°S 144.117°W